# Alfred von Schlabrendorff-Seppau

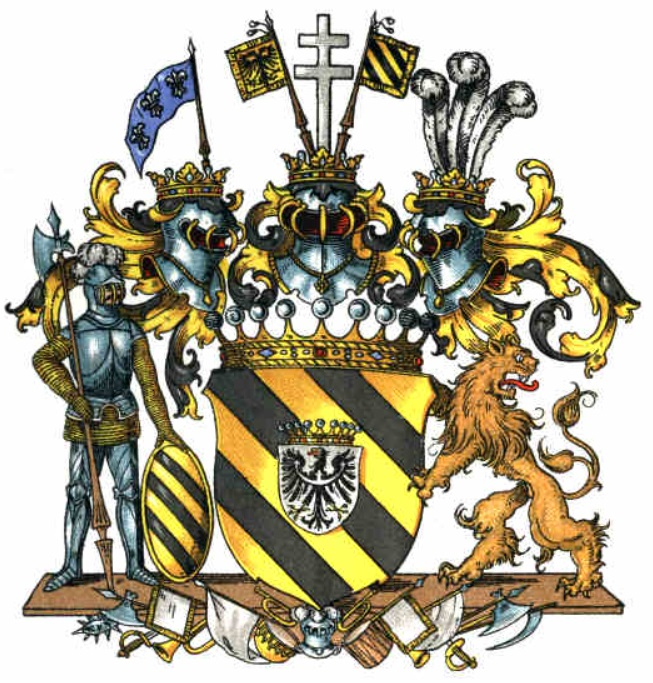
Wappen von Schlabrendorff

Alfred Heinrich Friedrich Ernst Otto von Schlabrendorff-Seppau, auch Alfred von Schlabrendorf (* 7. November 1829 in Jagatschütz im Kreis Trebnitz, Provinz Schlesien; † 4. Juli 1896 in Seppau, Landkreis Glogau, Provinz Schlesien), war ein preußischer Gutsbesitzer und Politiker.

## Leben
Alfred von Schlabrendorff-Seppau entstammte dem Haus Steppan des Adelsgeschlechts Schlabrendorf. Seine Eltern waren Otto von Schlabrendorff-Seppau († 26. Januar 1850) und Ernestine, Tochter des Friedrich Traugott von Ohlen und Adlerskron; er hatte noch einen Bruder.
Seit dem 14. Dezember 1859 war er mit Jutta, der Tochter des Domherrn Camillus von Brand († 1857) aus Tankow, verheiratet; ihr Sohn war Friedrich Georg Gustav Otto Alfred von Schlabrendorff-Seppau (* 29. September 1860 in Seppau). In Seppau befindet sich heute noch das Familienmausoleum derer von Schlabrendorff.
Ab 1845 besuchte er die Königliche Ritterakademie in Liegnitz.
Am 18. Oktober 1861 nahm er am Krönungszug anlässlich der Krönungsfeierlichkeiten des Königs Wilhelm I. in Königsberg teil.
Durch königlichen Erlass vom 24. August 1877 wurde er auf Lebenszeit in das Preußische Herrenhaus berufen.
Seit 1861 übte er das Amt des Erboberlandesbaudirektors in der preußischen Provinz Schlesien aus. aus. Seit dem 21. Februar 1874 war er Amtsvorsteher des Amtsbezirks Dalkau, der aus den Landgemeinden Dalkau, Groß Kauer, Gustau, Mangelwitz, Reihe, Samitz, Seppau und Weichnitz sowie den Gutsbezirken Dalkau, Groß Kauer, Gustau, Reihe, Samitz, Seppau und Weichnitz bestand.
1859 wurde er zum Ehrenritter des Johanniterordens berufen.
Zudem war er Majoratsherr der Güter Seppau, Großkauer, Mangelwitz, Tschepplau, Eichberg, Heidevorwerk, Ingersleben, Marienvorwerk und Lanken in den Kreisen Glogau und Guhrau in Niederschlesien.